# جيثل
جَيْثَل (الاسم العلمي: Formicivora)، جنس طيور من فصيلة طائر النمل. هي طيور صغيرة القد، ذات ذيول طويلة ثنائية اللون. توجد في الموائل شبه المفتوحة في الغابات والشجيرات في أمريكا الجنوبية. أنواعه 8.